# Baureihenschema der PKP
Das Baureihenschema der PKP ist ein Buchstaben- und Nummernsystem zur Klassifizierung und Einteilung der verschiedenen Triebfahrzeugbaureihen der Polnischen Staatsbahn PKP.

## Elektrische und Diesellokomotiven und Triebwagen
Erster Buchstabe
- - E – E-Lok (poln. elektryczna)
  - S – Diesellokomotive (spalinowa)

Zweiter Buchstabe
- Lokomotiven

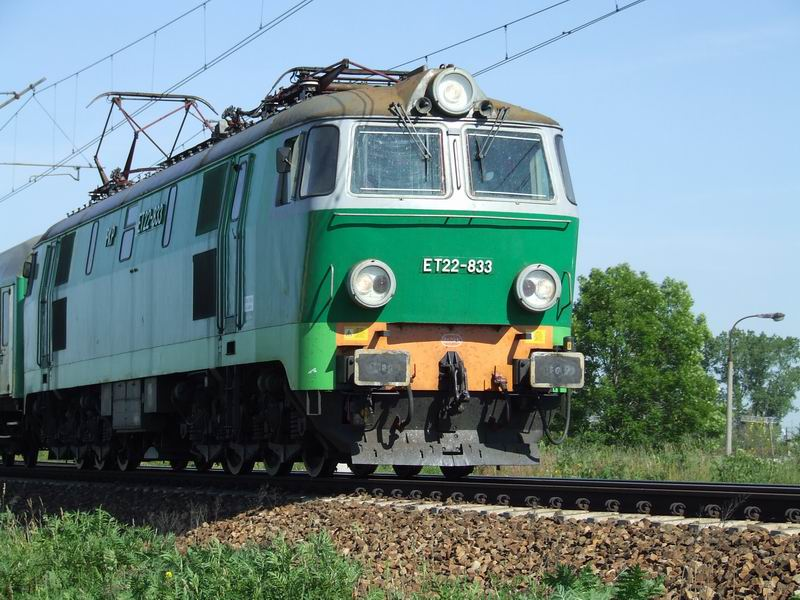
Beispiel für eine Elektrische Lokomotive:
E steht für Elektrische Lokomotive
T steht für Güterzuglokomotive
22 steht für sechs Achsen, Co'Co', 3 kV-Gleichstrom
die nächsten drei Nummern bilden die Seriennummer

  - P – Personenzuglokomotive (pasażerska)
  - T – Güterzuglokomotive (towarowa)
  - U – Universallokomotive (uniwersalna)
  - M – Rangierlokomotive (manewrowa)
- Triebwagen
  - W – hochflurig (węzłowy)
  - N – hoch- und niederflurig (normalny)
  - D – für Fernverbindungen (dalekobieżny)
  - A – Schienenbus (autobus szynowy)

Erste und zweite Ziffer
- Elektrische Lokomotiven
  - 01–14 – vierachsig, Bo'Bo', Gleichstrom, 3 kV
  - 15–19 – vierachsig, Bo'Bo', Wechselstrom
  - 20–34 – sechsachsig, Co'Co', Gleichstrom, 3 kV
  - 35–39 – sechsachsig, Co'Co', Wechselstrom
  - 40–49 – für unterschiedliche Achsfolgen und Stromsysteme
- Elektrische Triebwagen
  - 51–64 – dreiteilig, Gleichstrom, 3 kV
  - 65–69 – dreiteilig, Wechselstrom
  - 70–74 – vierteilig, Gleichstrom, 3 kV
  - 75–79 – vierteilig, Wechselstrom
  - 80–89 – einteilig, Gleich- und Wechselstrom
  - 90–93 – zweiteilig, Gleichstrom, 800 V
  - 94–99 – sonstige
- Diesellokomotiven
  - 01–09 – mechanische Kraftübertragung
  - 10–14 – mechanische Kraftübertragung, mit Vielfachsteuerung
  - 15–24 – hydraulische Kraftübertragung
  - 25–29 – hydraulische Kraftübertragung, mit Vielfachsteuerung
  - 30–39 – elektrische Kraftübertragung
  - 40–49 – elektrische Kraftübertragung, mit Vielfachsteuerung
- Dieseltriebwagen
  - ab 50

## Dampflokomotiven
Erster Buchstabe

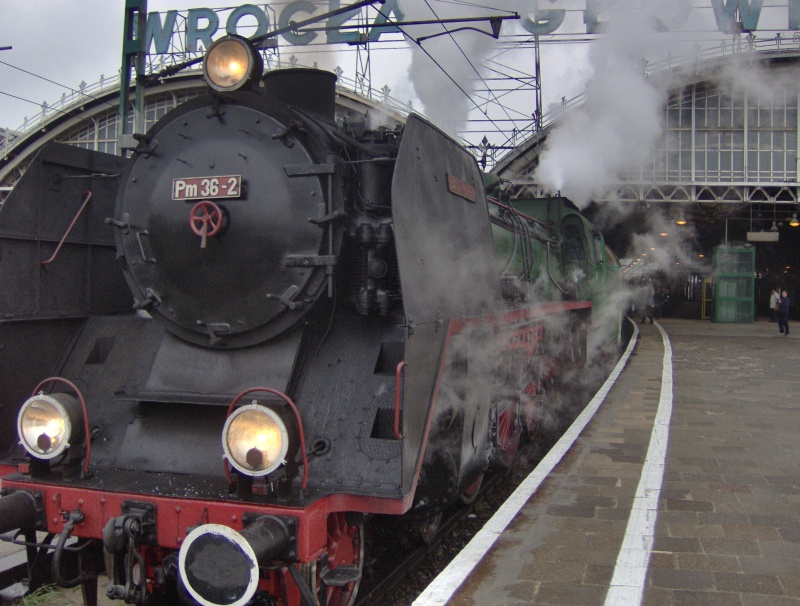
Ein Beispiel an einer Dampflokomotive:
P steht für Schnellzuglokomotive
m steht für die Achsfolge 2'C1'
36 kennzeichnet eine polnische, 1936 entworfene Lokomotive

- P – Schnellzuglokomotive (pospieszna)
- O – Personenzuglokomotive (osobowy)
- T – Güterzuglokomotive (towarowa)

Zweiter Buchstabe
- a – eine Treibachse, eine oder mehrere Laufachsen
- b – B
- c – 1’B oder B1’
- d – 2’B oder B2’
- e – 2’B2’ oder 1’B1’
- f – 2’B1’ oder 1’B2’
- g – zwei Treibachsen, mehr als drei Laufachsen
- h – C
- i – 1’C oder C1’
- k – 2’C oder C2’
- l – 1’C1’
- m – 2’C1’
- n – 1’C2’
- o – drei Treibachsen, mehr als drei Laufachsen
- p – D
- r – 1’D oder D1’
- s – 2’D oder D2’
- t – 1’D1’
- u – vier Treibachsen, mehr als zwei Laufachsen
- w – E
- y – 1’E
- z – fünf Treibachsen, mehr als eine Laufachse
- x – sechs Treibachsen einschl. eventueller Laufachsen
- bb – BB
- ii – 1CC1

Ziffern
- 1–9 – ehemals deutsche Lokomotiven (Preußische Staatsbahn, DRG/DR etc.)
- 10–19 – ehemals österreichische Lokomotiven (kkStB etc.)
- 20–99 – durch die PKP beschaffte Lokomotiven (Ziffern entsprechen dem Konstruktionsjahr)
- 100–199 – sonstige ausländische zu den PKP gelangte Lokomotiven zwischen 1918 und 1939
- 200–299 – sonstige ausländische zu den PKP gelangte Lokomotiven nach 1945

Zusätzlicher Buchstabe „K“
Der zusätzliche Buchstabe K (Kusy) bezeichnet Tenderlokomotiven. Lokomotiven mit Schlepptender werden nicht gesondert gekennzeichnet.

## Seriennummer
Nach der Baureihenbezeichnung wird ein- bis vierstellig die fortlaufende Seriennummer angegeben. Zweiteilige Elektrische und Diesellokomotiven erhalten noch zusätzlich die Buchstaben A oder B vorangestellt.

## Tender
Erster Ziffernblock
- Die Zahl vor dem Buchstaben bezeichnet den Wasserinhalt in Kubikmeter.

Buchstabe
- Der Buchstabe bezeichnet die Zahl der Achsen:
  - C – dreiachsig
  - D – vierachsig

Zweiter Ziffernblock
- Die Zahl hinter dem Buchstaben bezeichnet das Baujahr des Tenders.

Beispielsweise hat ein Tender mit der Nummer 22D23 einen Wasserinhalt von 22 Kubikmeter, ist vierachsig und wurde 1923 gebaut.

## Schmalspurfahrzeuge
Das Bezeichnungsschema für Schmalspurfahrzeuge verwendet eigentlich keine Baureihenbezeichnungen, sondern verschlüsselt lediglich Merkmale. Somit können auch sehr unterschiedliche Fahrzeuge die gleiche Merkmalverschlüsselung haben. Die Nummerierung der Fahrzeuge erfolgt für Dampflokomotiven, Diesellokomotiven und Triebwagen separat. Die Unterscheidung nach Spurweiten erfolgt ausschließlich anhand der Nummernzählung.
Kennzeichnung der Art des Fahrzeugs
- L – Diesellokomotive
- Lf – Diesellokomotive mit Gepäckabteil
- M – Triebwagen
- P – Schlepptenderdampflokomotive
- Pt – Tender
- T – Tenderdampflokomotiven
- Zt – Zusatztender

Wasservolumen (nur Tender)
Bei Tendern steht unmittelbar nach der Kennzeichnung der Fahrzeugart der Wasserinhalt in Kubikmeter.
Wagenklasse (nur bei Triebwagen)
- A – Erste Klasse
- B – Zweite Klasse
- AB – Erste und Zweite Klasse

Achsanzahl
- w – 5 Achsen
- x – 4 Achsen
- y – 3 Achsen
- z – 6 Achsen

Bei zweiachsigen Fahrzeugen entfällt die Kennzeichnung.
Position einer Laufachse (nur bei Lokomotiven)
- a – Laufachse vorn
- b – Laufachse hinten
- n – Laufachse vorn und hinten

Bei Lokomotiven ohne Laufachse entfällt die Kennzeichnung.
Art des Motors (nur bei Diesellokomotiven und Triebwagen)
- a – Elektromotor
- c – Niederdruckverbrennungsmotor (Benzinmotor)
- d – Hochdruckverbrennungsmotor (Dieselmotor)

Art der Kraftübertragung (nur bei Diesellokomotiven und Triebwagen)
- 1 – mechanisch
- 2 – hydraulisch
- 3 – hydromechanisch
- 4 – elektrisch

Leistung (nur bei von anderen Bahnen übernommenen Dampflokomotiven)
- 1 – bis 42 kW
- 2 – über 42 bis 59 kW
- 3 – über 59 bis 74 kW
- 4 – über 74 bis 88 kW
- 5 – über 88 bis 110 kW
- 6 – über 110 bis 132 kW
- 7 – über 132 bis 162 kW
- 8 – über 162 bis 221 kW
- 9 – über 221 kW

Von der UNRRA übernommene Lokomotiven werden zusätzlich mit einem „u“ gekennzeichnet.
Konstruktionsjahr (nur bei von den PKP beschafften Dampflokomotiven und Tendern)
Bei von den PKP beschafften Dampflokomotiven werden die letzten beiden Ziffern des Konstruktionsjahrs angegeben.